# Infanterie-Kaserne (Koblenz)
Die Infanterie-Kaserne, auch Infanterie-Kaserne im Neuendorfer Feld genannt, war eine Kaserne in Koblenz. Sie ging 1908 aus dem 1869 bis 1870 erbauten Friedens-Laboratorium hervor. Von der Anlage, die nach dem Abzug der französischen Besatzung 1929 aufgrund der Bestimmungen des Versailler Vertrags im Zuge der Entmilitarisierung aufgelöst werden musste, sind keine Reste mehr vorhanden. Heute befinden sich auf dem Gelände an der Memeler Straße mehrere Wohnblocks und die Goethe-Hauptschule.

## Geschichte

### Friedens-Laboratorium
Das Friedens-Laboratorium entstand ab 1869 in den Kehlen der Neuendorfer Flesche und der Rheinschanze als Ersatz für die in Ehrenbreitstein aufgegebene Anlage im Teichert. Es diente bis zu seiner Aufgabe 1889 der Munitions-Produktion, bevor die Anstalt im Zuge der Eingemeindung von Neuendorf nach Koblenz in den Werkhof der Feste Kaiser Franz verlegt wurde. Bis 1906 versuchte das preußische Kriegsministerium erfolglos, das Gelände zu verkaufen.

### Kaserne
Mit der Räumung der Moselflesche 1908, die wegen des Baus des Korpsbekleidungsamtes notwendig geworden war, zogen Teile der ersten Kompanie des 2. Rheinischen Infanterie-Regiments Nr. 28 in die ehemalige Munitionsanstalt ein. Da die Gebäude die gesamte Einheit, die zum Teil noch in der Feste Franz lag, aufnehmen sollte, wurden in der Folgezeit vermutlich größere Umbauten vorgenommen. Zuletzt war hier die 2. Grenadier-Kompanie des Ersatz-Bataillons des Reserve-Infanterie-Regiments Nr. 25 untergebracht. Nach dem Ende des Ersten Weltkriegs wurde die Infanterie-Kaserne Ende 1918 zunächst von der amerikanischen, ab 1922 von der französischen Besatzung requiriert und von letzterer in Parc Moronviller umbenannt. Nach dem französischen Abzug 1929 kaufte die Baugenossenschaft des Deutschen Evangelischen Volksbundes das Gelände 1930 an und ließ hier durch den Architekten Otto Schönhagen sechs Wohngebäude errichten. Heute erinnern keine Gebäude mehr an die einstige Kaserne.